# 2 Reyes 21
2 Reyes 21 es el vigesimoprimer capítulo de la segunda parte de los Libros de los Reyes de la Biblia hebrea o Segundo Libro de los Reyes del Antiguo Testamento de la  Biblia cristiana El libro es una compilación de varios anales que registran los actos de los reyes de Israel y Judá por un compilador deuteronómico en el siglo VII a. C. con un suplemento añadido en el siglo VI a. C. Este capítulo registra los acontecimientos durante el reinado de Manasés y Amón, los reyes de Judá.

## Texto
Este capítulo fue escrito originalmente en Lengua hebrea. Se divide en 26 Versículos.

### Testigos textuales
Algunos de los primeros manuscritos que contienen el texto de este capítulo en Hebreo son de la tradición del Texto Masorético, que incluye el Códice de El Cairo (895), el Códice de Alepo (siglo X) y el Códice Leningradensis (1008).
También existe una traducción al griego koiné conocida como Septuaginta, realizada en los últimos siglos a. C. Los manuscritos antiguos existentes de la versión Septuaginta incluyen el Codex Vaticanus (B; {\displaystyle {\mathfrak {G}}}B; siglo IV) y el Codex Alexandrinus (A; {\displaystyle {\mathfrak {G}}}A; siglo V). .

### Versículo 1

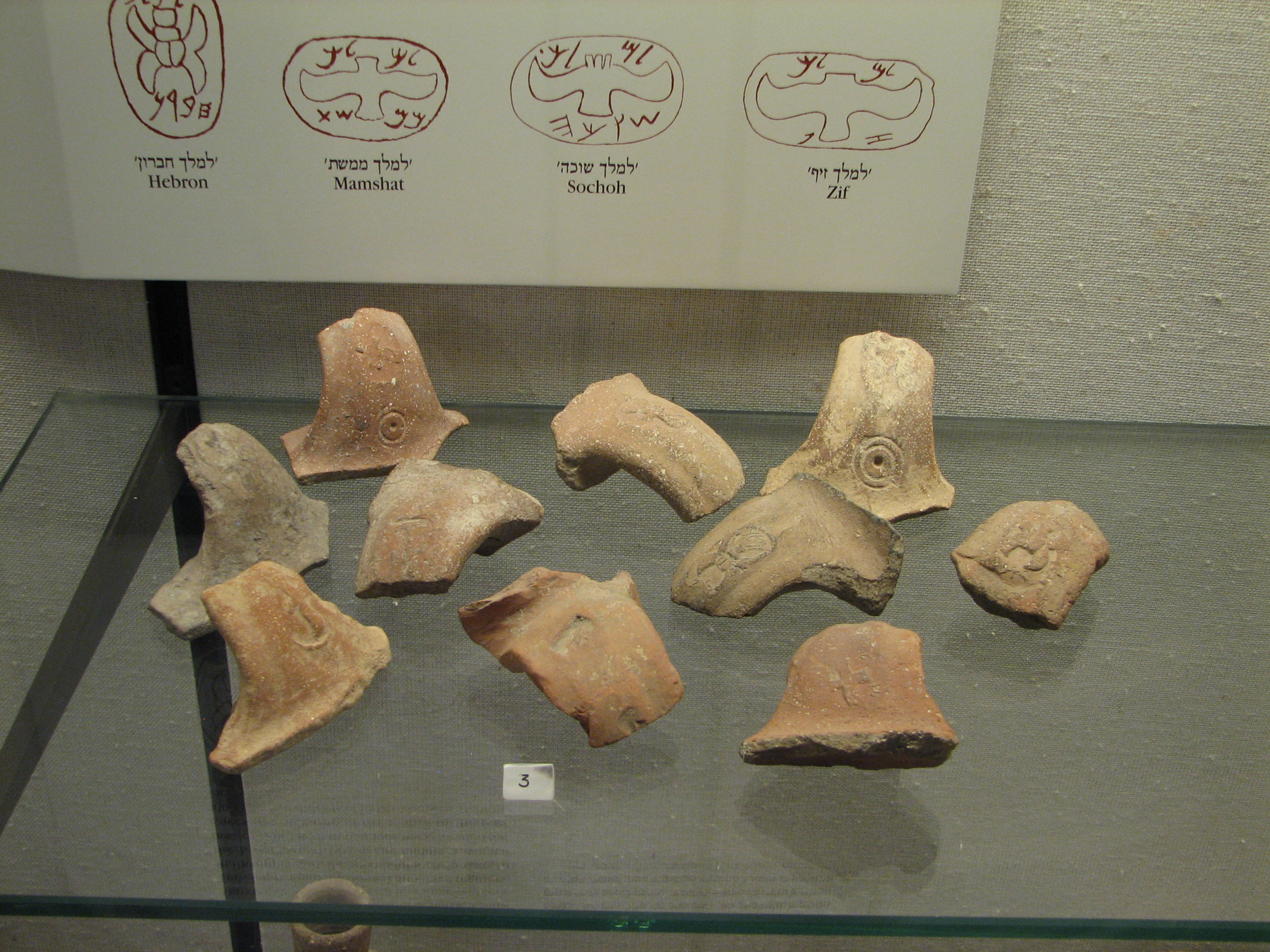
Sello LMLKs fueron estampados en las asas de grandes jarras de almacenamiento principalmente en Jerusalén y sus alrededores durante el reinado del rey Ezequías (h. 700 a. C.) en el Museo Hecht, Israel

## Arqueología

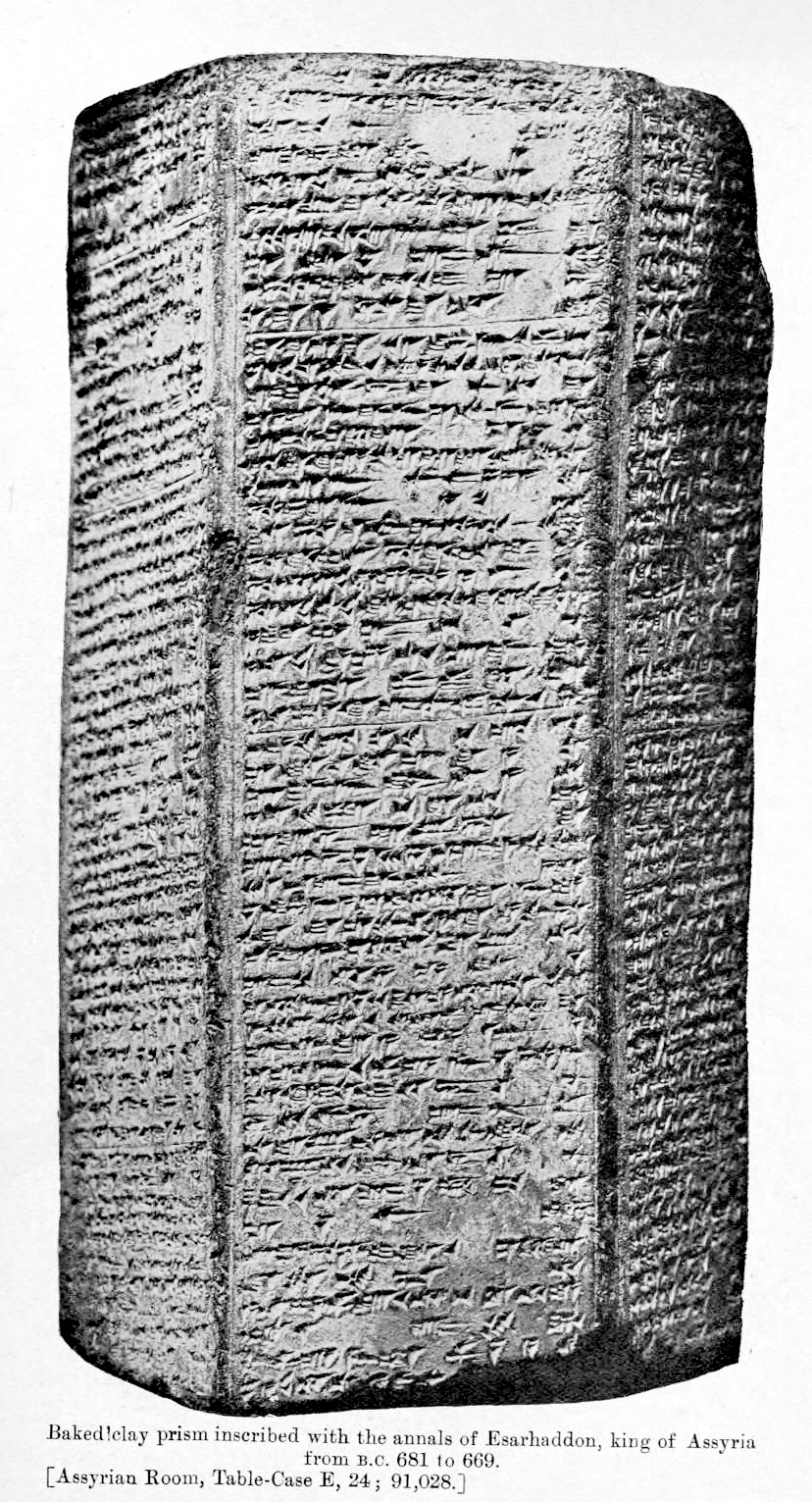
El mejor conservado de los cilindros de Esarhaddon, British Museum BM 91028.

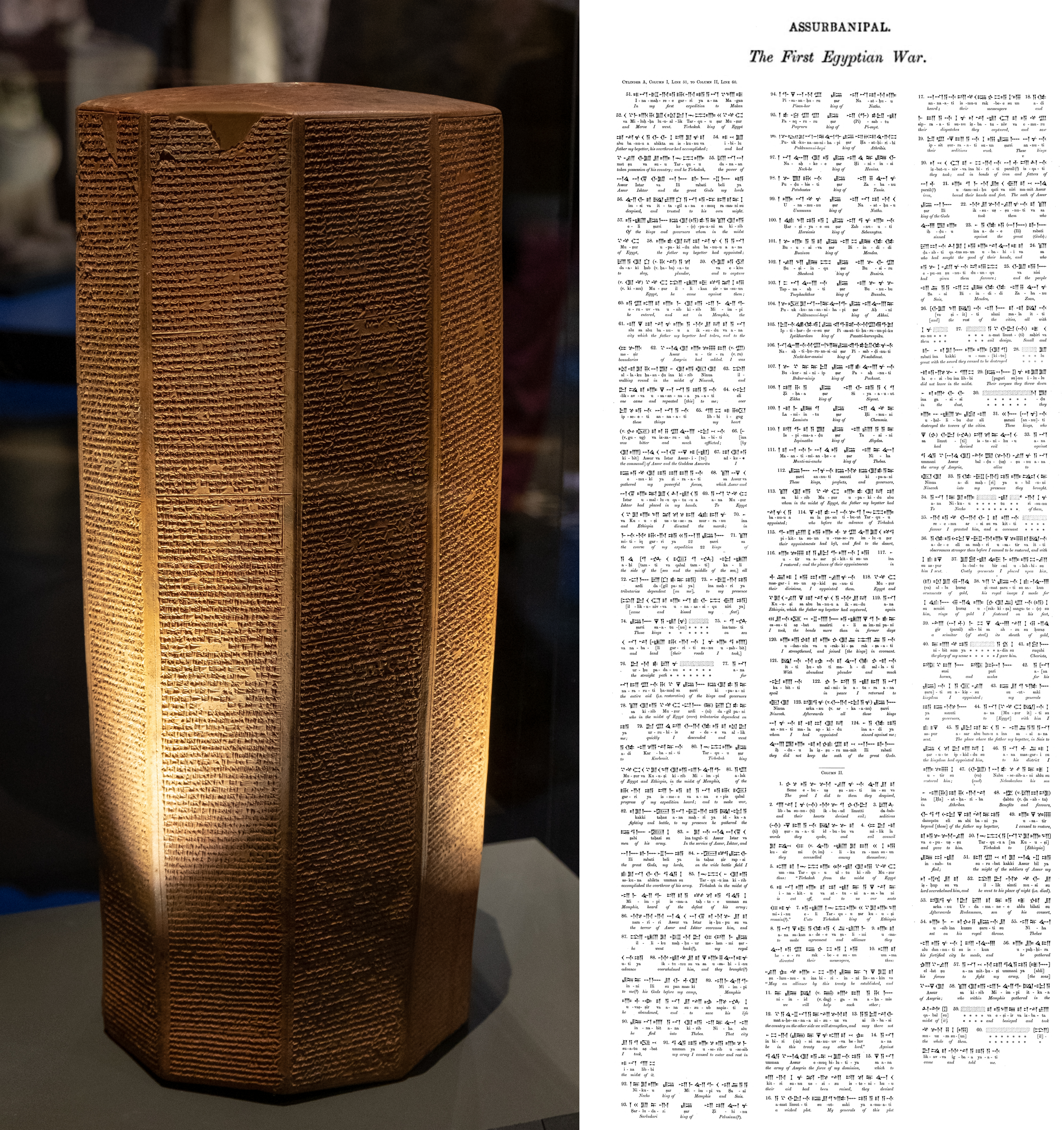
Cilindro de Rassam con traducción de la Primera Conquista Asiria de Egipto, 643 AEC